# Бауцен
Бауцен (на немски: Bautzen; на горнолужишки: Budyšin; на чешки: Budyšín; на полски: Budziszyn) е град в Германия, административен център на окръг Бауцен, Саксония. Разположен е в горното течение на река Шпрее. Населението на града е 39 429 души (по приблизителна оценка от декември 2017 г.).

## Личности
Родени
- Херман Лоце (1817 – 1881), германски философ
- Херта Вичазец (1819 - 1885), германска и лужишка поетеса

## Побратимени градове
- Йеленя Гора, Полша